# Онлайн
Онлайн (англ. online, від англ. on line — «на лінії», «на зв'язку», «у мережі») — слово або частина складних слів, що позначає перебування в мережі, здійснення дій в Інтернеті в режимі реального часу. Спочатку це слово використовувалося лише стосовно комунікаційного устаткування для вказівки на режим зв'язку, типовим значенням могло бути «не вішаючи трубку», тобто за один телефонний дзвінок, у режимі реального часу.
У відношенні програмного забезпечення майже завжди означає «підключений до Інтернету» або «активний тільки під час під'єднання до Інтернету». Також — «те, що відбувається в Інтернеті», «наявне в Інтернеті». Приміром, «онлайн-банкінг», «онлайн-магазин», «онлайн-платформа», «онлайн-кінотеатр», «онлайн-казино», «онлайн-школа», «онлайн-гра». У цих значеннях часто вживається також прикметник «онлайновий». Це слово також часто використовується для опису поточної відвідуваності сайту (наприклад, «1000 осіб онлайн» означає, що зараз на сайті знаходиться 1000 користувачів).